# Țărmure (okręg Arad)
Țărmure – wieś w Rumunii, w okręgu Arad, w gminie Hălmagiu. W 2011 roku liczyła 210 mieszkańców. 